# Медени месец (филм)
Медени месец је српско-албански филм из 2009. године. Режирао га је Горан Паскаљевић, који је написао и сценарио заједно са Генц Перметијем.
Филм је премијерно приказан на Венецијанском филмском фестивалу 5. септембра 2009. године, а домаћу премијеру имао је 24. новембра 2009. године у Београду.
Филм је подржан од стране Националног филмског центра Албаније, који је доделио знатна средства, као и Министарства културе Републике Србије.

## Радња
Медени месец чине три приче: албанска и српска прича о два млада пара који живе у условима који им нису наклоњени и желе да оду у западну Европу, те трећа прича која их затиче пред вратима Европе.
Радња филма одвија се у Србији, Албанији, Италији и Мађарској. Филм прати два млада пара који желе да напусте сваки своју земљу и потраже бољи живот у западној Европи. Кад млади албански пар после много перипетија стигне у италијанску луку Бари, настају непредвидљиви проблеми. Нешто слично се догађа и са српским паром када стигну на мађарску границу. Иако немају никакве везе са убиством двојице италијанских војника КФОР-а на Косову, и један и други пар биће заустављен на граници и осумњичен услед извесних несрећних околности. То ће их спречити да, барем тренутно, остваре своје снове, као што на балканским просторима то често бива да млади плаћају цех за грехе претходних генерација.

## Улоге
| Глумац              | Улога        |
| ------------------- | ------------ |
| Небојша Миловановић | Марко        |
| Јелена Тркуља       | Вера         |
| Јозеф Широка        | Ник          |
| Мирела Наска        | Мајилинда    |
| Лазар Ристовски     | Верин стриц  |
| Петар Божовић       | Верин отац   |
| Мира Бањац          | Стана        |
| Власта Велисављевић | доктор       |
| Даница Ристовски    | Верина мајка |
| Бујар Лако          | Ников отац   |
| Илка Мујо           | Никова мајка |
| Ратко Милетић       |              |

## Награде
Филм Медени месец Горана Паскаљевића освојио је награду публике на 50. Филмском фестивалу у Солуну, Гран при на 34. међународном фестивалу у Кливленду, на фестивалу Лес Аркс у Француској...
Филм је освојио и признања Гран при, Златни клас и награду међународног жирија критике ФИПРЕСЦИ на 54. Међународном филмском фестивалу у шпанском граду Ваљадолиду.